# Wena
wena（ウェナ）は、SONYが2016年6月から販売しているハイブリッド型ウェアラブルコンピュータ（スマートウォッチ）である。

## 概要
ソニーのwena（ウェナ）シリーズは、腕時計のバンド部分にスマートウォッチ機能を内蔵し、ヘッド部分にはアナログ時計を採用するハイブリッド型ウェアラブル端末である。2015年に同社の新規事業プログラム(Seed Acceleration Program)から生まれ、クラウドファンディングで1億円以上の支援を得て2016年6月に第1世代モデル「wena wrist」が発売された。wena wristではバンド部に電子マネー（おサイフケータイ）機能、スマートフォン通知表示、活動量計（歩数・消費カロリー計測）などのスマート機能を搭載し、LED表示や振動で電話/メール/SNSの通知を受け取れる仕様となっている。wena3ではバックル部に大型タッチディスプレイと音声アシスタントAlexaを装備し、Suicaや各種電子マネーにも対応するなど機能が大幅に進化した。

## 沿革
- 2015年8月 – ソニーのクラウドファンディング「First Flight」でwenaプロジェクトが支援募集を開始し、1億円以上を調達した[4]。
- 2016年6月 – 第1世代モデル「wena wrist」を正式発売。アナログ腕時計の盤面を採用しつつバンド部にFelica電子マネーや通知・活動量計機能を内蔵した[4]。
- 2017年3月 – Chronographモデルの新色「Chronograph White」を追加発売[6]。
- 2017年下半期 – 本革製レザーバンドに電子マネー機能のみを搭載した「wena wrist leather」を発売。独自開発のFelicaモジュールにより充電不要で楽天Edyなどが利用可能となった[7]。
- 2017年12月21日 – 第2世代モデル「wena wrist pro」を発売。有機ELディスプレイ搭載で防水性能を5気圧に強化し、前モデルよりも幅・厚みを約25%削減してバンドをスリム化した[8]。
- 2018年3月上旬 – ランニング向けモデル「wena wrist active」を発売。シリコンラバーバンド採用でGPS・光学式心拍センサーを搭載し、運動時に時計本体を外せる構造を採用した[9][10]。
- 2017年12月21日 – 同日発売で「wena wrist」用ヘッド部に機械式（自動巻き）モデルとソーラー充電式モデルを追加。いずれも文字盤のみで電子機器機能はなく、wenaバンドと組み合わせて使用する[11]。
- 2020年10月1日 – 第3世代モデル「wena 3」を発表。バックル部に厚さ6.9mmの大型タッチスクリーンとAlexaを搭載し、Suicaを含む各種電子マネーに対応する新型スマートウォッチとして11月27日に発売した[12]。
- 2021年 – セイコーウオッチと共同開発したコラボモデル（PROMASTER Editionなど）を発売。シチズン時計とIoTプラットフォーム「Riiiver」対応で協業契約を締結した[13]。
- 2024年 – Wena3シリーズのサポート・サービスは2026年2月末に終了すると発表（Suica機能の新規登録は2025年11月末で停止）[2]。後継機種は未発表[2]。

## 歴代機種
- wena wrist (第1世代) - 初代モデル。バンドに通知・電子マネー・活動量計を内蔵。ヘッドはアナログ式。
- wena wrist pro (第2世代) - ステンレス製。有機EL搭載、5気圧防水、幅を25%スリム化。
- wena wrist active (第2世代) - シリコンバンド、GPS・心拍センサー搭載。運動時に時計ヘッドを外せる構造。
- wena 3 (第3世代) - Alexa・Suica対応、大型タッチディスプレイ内蔵。メタル・レザー・ラバー3種。